# Vytautas Butkus
Vytautas Butkus (Kaunasz, 1949. december 20. –) olimpiai ezüstérmes szovjet-litván evezős.

## Pályafutása
A Žalgiris versenyzője volt. Az 1973-as moszkvai Európa-bajnokságon egypárevezősben ezüstérmet szerzett. Az 1975-ös nottinghami világbajnokságon bronzérmes lett négypárevezősben Jevgenyij Dulejevvel, Jurij Jakimovval és Aivars Lazdenieks-szel. Az 1976-os montréali olimpián ugyanebben az összeállításban indultak, és ezüstérmet szereztek. Utoljára az 1977-es amszterdami világbajnokságon szerepeltek együtt, ahol a B-döntőben a második helyen végeztek, így összetettben a nyolcadikok lettek.

## Sikerei, díjai
- Olimpiai játékok – négypárevezős
  - ezüstérmes: 1976, Montréal
- Világbajnokság – négypárevezős
  - bronzérmes: 1975
- Európa-bajnokság – egypárevezős
  - ezüstérmes: 1973